# 韶山3C型电力机车
韶山3C型电力机车（SS3C）是中国铁路使用的电力机车车型之一，由太原轨道交通装备公司按照韶山3B型电力机车标准，对两台韶山3型4000系电力机车的车体和控制系统进行改造，并增加列车通信网络（TCN）系统，将两台完全相同的六轴机车通过机械、电气和制动空气管路采用固定重联方式，组成一组十二轴大功率重载货运机车。韶山3C型电力机车仅试制了一台，也是中国铁路第一种利用大修进行固定重联改造的铁路机车。

## 发展历史
2008年3月，太原轨道交通装备公司按照中华人民共和国铁道部运输局装备部和成都铁路局的要求，开始对两台原配属成都机务段的韶山3型4000系电力机车（4059、4062）进行固定重联改造，改造工作于同年5月30日全面完成，6月6日在太原举行了出厂剪彩仪式。固定重联改造实际上是为了满足减员增效需要的产物，当两台互相独立的韶山3型电力机车重联运行时，两台机车各需要一组乘务机班组值乘；而将两台机车进行重联改造后，一组韶山3C型电力机车仅需要一组乘务机班组值乘，从而节省了一组机班人员。韶山3C型0001号机车出厂后，于2008年7月通过了运用考核，配属贵阳机务段投入沪昆铁路贵阳南至六盘水区段牵引货物列车。

## 技术特点

### 总体布置
韶山3C型电力机车是双机重联的十二轴大功率干线货运用电力机车，由两节完全相同的六轴机车通过中间车钩、橡胶联挂风挡、电气及空气重联管线等连接而成，每节机车是一个完整的系统，亦可分开单独使用。两节机车之间设有内部电气重联控制电缆（内重联）、空气制动系统的重联控制风管、控制电缆、网络屏蔽线等，并有中间走廊连通，车顶设有25千伏高压连接线，可由司机在任何一端司机室对两节机车进行控制。
机车车体是在韶山3型4000系电力机车车体钢结构基础上改造而成，每节机车取消了其中一端的司机室和牵引樑，并对司机室进行标准化改造。车体顶盖仍然沿用韶山3型机车的小顶盖结构，而非韶山3B型机车的大顶盖结构；而车内设备总体布置与韶山3型电力机车基本相同。机车轴式2×（Co+Co），持续功率2×4320千瓦，最高速度100公里/小时。

### 机车主电路
韶山3C型电力机车是交—直流电传动的单相工频交流电力机车，机车主电路与韶山3型4000系电力机车相同。接触网导线上的25千伏单相工频交流电电流，经受电弓进入机车后经过主断路器再进入主变压器，交流电从主变压器的牵引绕组经过晶闸管整流后，向六台分两组并联的牵引电动机集中供应直流电，使牵引电动机产生转矩，将电能转变为机械能，经过齿轮的传递驱动轮对。机车采用由整流二极管与晶闸管等组成的主变压器低压侧晶闸管不等分三段半控桥相控平滑调压、双拍全波桥式整流。每节机车设有两个整流机组，分别向前、后转向架的两组三台电机并联供电。

### 控制系统
韶山3C型电力机车控制电路改用了微机控制系统和网络控制技术，取代了韶山3型电力机车的电子模拟控制系统。机车增加了采用基于列车通信网络（TCN）国际标准的网络控制系统，机车控制采用分布式微机控制系统，由列车总线和车辆总线两级网络构成，将中央控制单元（CCU）、牵引控制单元（TCU）、彩色液晶显示屏（IDU）、机车综合检测装置（TAX2）、逻辑控制单元（LCU）、制动逻辑控制装置（DKL）通过车辆总线（MVB）连成一体，并通过列车总线（WTB）将两节机车的信息交换连接起来。两节机车之间由各自的中央控制单元（CCU）通过网卡及列车总线进行通信以对后节车进行控制，单节机车内由列车总线连接车内各控制单元，机车的工作情况和故障诊断信息均能够在司机控制台显示屏显示。网络控制系统的采用大幅减少了机车内部TCU、LCU、司机控制台之间的连线数量。

## 参看
- 韶山3型電力機車
- 韶山3B型电力机车